# Хабарова, Маргарита Валериановна
Маргарита Валериановна Хабарова (род. 1941) — советский и российский искусствовед, художественный критик и педагог. Член Союза художников СССР (1977) и  Творческого союза художников России (1995). Академик РАХ (2018; член-корреспондент РАХ с 2012). Заслуженный деятель искусств Республики Бурятии (2005). Заслуженный работник культуры Российской Федерации (1998).

## Биография
Родилась 24 августа 1941 года в Новосибирске.
С 1963 по 1968 год обучалась в Ленинградском институте живописи, скульптуры и архитектуры имени И. Е. Репина, обучение в институте проходила в мастерской педагогов Г. Н. Павлова и А. Г. Верещагиной. С 1962 по 1965 год работала на Новосибирском телевидении и радиовещании, где вела передачу о детской книжной иллюстрации «Художник читает книжку». В 1966 году была организатором выставки «Древние памятники искусства Сибири», которая проводилась при поддержке ИИФФ СО АН СССР и его руководителя академика А. П. Окладникова. 
С 1965 по 1967 год Маргарита Хабарова занималась описанием художественного фонда художника Лазаря Лисицкого для передачи его в Государственную Третьяковскую галерею, одновременно с 1965 по 1970 год занималась описанием и систематизацией коллекции прикладного искусства в Кирилло-Белозерском и Горьковском музеях-заповедниках, для подготовки этих коллекций для реставрации в Государственной центральной художественно-реставрационной мастерской. С 1970 по 1986 год занималась формированием коллекций художественных музеев и картинных галерей в Чите, Новосибирске, Комсомольска на Амуре, Холмске, Северобайкальска и Тикси.  С 1987 года занималась формированием региональных отделений в структуре АХ СССР — РАХ и руководила ими. 
Основные научные труды в области искусства: «А. Н. Осипов» (1977), «Художники Приморья» (1979), «Мы строим БАМ» (1980), «Народные мастера Приамурья», «Народное искусство Якутии» и «Народное искусство Чукотки» (1981), «Советский Дальний Восток» (1983),  «Ю.Земсков» и «Художники Камчатки» (1984), «Д. Н. Дугаров» и «Геннадий Васильев» (1986), «К.Коваль» и «Бам построен» (1987), «Н.Ротко» (2005), «Герман Паштов. Станковая книжная графика» (2007), «Николай Вдовкин» и «Преемственность, творчество, материал» (2008), «Сергей Олешня. Скульптура» (2009), «Геннадий Васильев» (2010). М. Хабарова является автором более ста публикаций в журналах в области изобразительного искусства.
С 1970 по 1989 год являлась членом творческих комиссий художников-маринистов в Союзе художников РСФСР и Московском Союзе художников. В 1977 году М. Хабарова становится членом Союза художников СССР, в 1995 году — членом Творческого союза художников России. В 2012 году избрана член-корреспондентом РАХ по Отделению искусствознания, 2018 году — Действительным членом РАХ. 
14 ноября 1998 года Указом Президента России «За  заслуги  в  области  культуры  и  многолетнюю плодотворную работу» Маргарита Хабарова была удостоена почётного звания Заслуженный работник культуры Российской Федерации.

## Награды
- Заслуженный работник культуры Российской Федерации (1998 — «За  заслуги  в  области  культуры  и  многолетнюю плодотворную работу»)[2]
- Заслуженный деятель искусств Республики Бурятии (2005)[1]
- Золотая медаль РАХ (2016)[1]
- Золотая медаль ТСХР (2005)[1]